# Matthias Petersen
Matthias Petersen (24. December 1632 i Oldsum – 16. september 1706; også Matz Peters) var en kaptajn og hvalfanger fra Oldsum på Før.
Han fangede ikke færre end 373 hvaler og kom til stor velstand, hvorfor han fik tilnavnet Den lykkelige Mathias. Årsagen til hans succes var, at han blandt andet deltog i bugtfiskeriet ved Svalbard, hvor han i løbet af kort tid kunne fange et imponerende stort antal af hvaler. Allerede med 20 år fik han overladt kommandoen over en af de større hvalfangstskibe. Senere da fiskebstanden ved kysten gik tilbage, deltog han i den mere farlige og mindre indbringende fangst på det åbne hav. Men hans erfaring kunne kompensere ulempen.
I 1677 skænkede han og hans bror menigheden Sankt Laurentii på Før to store lysekroner af messing, som er stadig i brug. I begyndelsen af den spanske arvefølgekrig i 1701 blev hans ældste søn Matz bortført af franske kapere men blev sat fri for løsepenge. 1702 blev han selv bortført af franske kapere og måtte frikøbe sig og hans mandskab for en løsepenge på 8000 rigsdalere. Samme år faldt hans to sønner i kampen mod franske sørøvere.
Matthias Petersens to sønner Clement und Peter kunne nyde en udmærket opdragelse med privatlærere. Clement blev senere præst i Svesing, mens Peter efter studierne i Jena blev landfoged i Østerland-Før og på Sild samt retsfoged (dommer) i Vyk og på Amrum. Clements søn Peter Matthiessen blev i 1771 på opfordring af Johann Friedrich Struensee borgmester i København.
Matthias Petersen døde 1706 på hans hjemø Før. Hans gravsten viser et indhugget våben med lykkens gudinde og en hval. Han var den eneste kommandør, som fik sin gravskrift på latin.